# La Aldea de San Nicolás
La Aldea de San Nicolás er en by og kommune i det sydvestlige Spanien på øen Gran Canaria i provinsen Las Palmas, De Kanariske Øer. Den har et indbyggertal på 7.449 (2024) indbyggere.